# Internacional Socialista de les Dones
La Internacional Socialista de Dones (ISM) és l'organització internacional de les organitzacions de dones dels partits socialistes, socialdemòcrates i laboristes afiliats a la Internacional Socialista i entre els seus objectius està enfortir la coordinació en l'avanç de la igualtat de gènere i en defensa dels drets de les dones.
Té l'origen en la Primera Conferència Internacional de Dones Socialistes el 1907, en la qual es va nomenar Clara Zetkin secretària internacional de la Dona. El 1978 es va canviar el nom de l'organització per l'actual.
En l'actualitat té 149 entitats associades de tot arreu del món i la seva secretaria es troba a Londres, on comparteix la seu amb la Internacional Socialista. És una organització no governamental amb estatut consultiu en el Consell Econòmic i Social de les Nacions Unides.

## Història

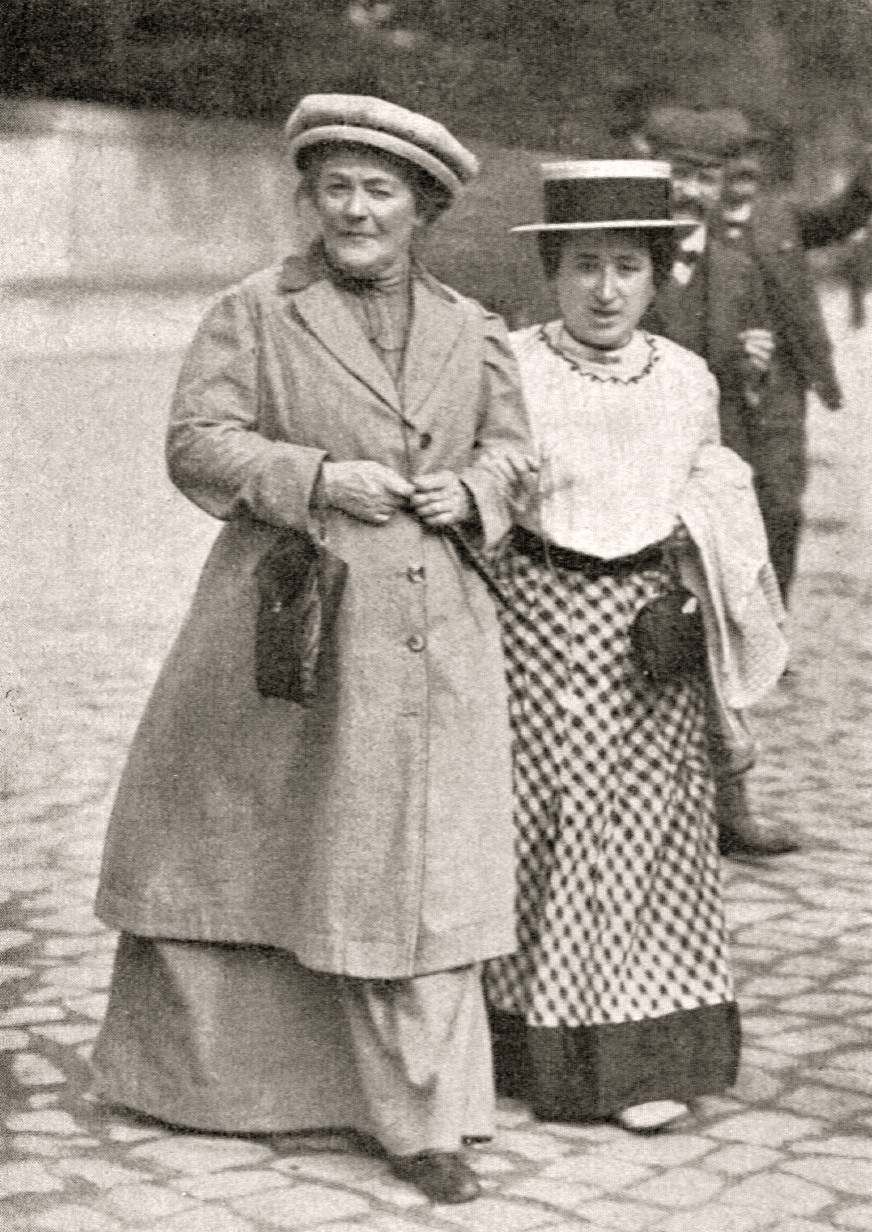
Clara Zetkin (esq.) i Rosa Luxemburg el 1910

### Primera Conferència. Stuttgart (1907)
El 17 d'agost de 1907 un grup de 58 delegades, Clara Zetkin entre elles, es va constituir en la Primera Conferència Internacional de Dones Socialistes a Stuttgart (Alemanya); fundà l'organització que avui es coneix amb el nom d'Internacional Socialista de Dones.
En aquesta primera conferència, les fundadores de la ISM van adoptar una resolució per demanar el vot femení. En la conferència es nomena Clara Zetkin secretària internacional de la Dona. Des d'aquesta data, la revista Die Gleichheit (La Igualtat), que Zetkin va dirigir des de 1891 fins a 1917, es va convertir en l'òrgan oficial de la Internacional Socialista de Dones.

### Segona Conferència. Copenhaguen (1910)
La II Trobada Internacional de Dones Socialistes es va celebrar el 1910 a Copenhaguen (Dinamarca): van assistir més de 100 delegades de 17 països. Clara Zetkin i Kathy Duncker, que van assistir a la reunió en representació del Partit Socialista Alemany, van presentar la proposta de commemorar un Dia Internacional de la Dona. La decisió s'adopta com una resolució, en un acte de solidaritat internacional amb els delegats dels Estats Units que havien honrat la vaga de les treballadores del tèxtil el 1910 amb un Dia de les dones dels EUA.
En aquesta segona conferència es va adoptar també una resolució sobre la pau.

### Calendari d'altres reunions
La III reunió es va celebrar a Berna (Suïssa) entre el 26 i 28 de març de 1915 i va reunir 70 delegades de 8 països europeus. Després de la Primera Guerra Mundial el 1926 el moviment de dones es reestructurà amb el nom de Comitè Internacional de Dones Socialistes. Va assumir-ne la secretaria Edith Kemmis a Zúric (Suïssa).
La va succeir el 1928 Martha Tausk, membre del Parlament d'Estíria (Àustria), que va ocupar la secretaria fins a 1934. El 1935 la secretaria es trasllada a Brussel·les (Bèlgica) i se'n fa càrrec Alice Pels fins a 1940.
Al març de 1941 Mary Sutherland i les Dones Laboristes Britàniques van organitzar un Dia Internacional de la Dona en el qual companyes de països amb règims feixistes pronunciaren discursos en les seves llengües nadiues. Aquesta va ser l'última reunió internacional de dones durant un cert temps.
El 1955, després d'una sèrie de conferències internacionals de dones en les quals es va exigir la renovació del moviment, l'organització es va fundar de nou amb el nom de Consell Internacional de Dones Socialdemòcrates i es va traslladar a Londres (Regne Unit). El 1978, es va canviar el nom de l'organització per l'actual, Internacional Socialista de Dones.

### Últimes conferències i congressos
- XVI Conferència, Nova York, Nacions Unides, 6 i 7 de setembre de 1996
- XVII Congrés, París,  França, 5 i 6 de novembre de 1999
- XVIII Congrés, São Paulo,  Brasil, 24 i 25 d'octubre de 2003
- XIX Congrés, Atenes,  Grècia, 27 i 28 de juny de 2008
- XX Congrés, Ciutat del Cap,  Sud-àfrica, 27 i 28 d'agost de 2012[3]

## Objectius
Segons els estatuts de la Internacional Socialista de Dones, els objectius són:
- Promoure la igualtat de gènere, combatre tota classe de discriminació contra les dones i promoure els drets de les dones, que són drets humans;
- Enfortir les relacions entre les organitzacions membres de la Internacional Socialista de Dones amb la finalitat de coordinar postures polítiques i activitats;
- Incitar les organitzacions membres a assegurar la implementació de resolucions i declaracions adoptades en les reunions de la Internacional Socialista de Dones;
- Procurar estendre les relacions entre organitzacions membres de la Internacional Socialista de Dones i altres agrupacions i organitzacions de dones d'orientació socialista que no siguin membres però que tinguin un compromís amb l'avanç de la igualtat de gènere i un desig de treballar en col·laboració amb la Internacional Socialista de Dones;
- Promoure programes d'acció per superar la discriminació de dones i nenes i apoderar-les en tots els camps, i
- Treballar pel desenvolupament, la pau i els drets humans en general.

## Comitè executiu
Va ser escollit en l'últim congrés, realitzat a Sud-àfrica el 2012.
- Presidenta
  - Ouafa Hajji, Unió Socialista de les Forces Populars (USFP),  Marroc
- Vicepresidentes:
  - Àfrica occidental i central - Epifania Avomo Biko, Convergència per a la Democràcia Social, CPDS  Guinea Equatorial
  - Àfrica meridional - Luzia Inglês, Moviment Popular per a l'Alliberament d'Angola, MPLA  Angola
  - Centreamèrica - Diva Hadamira, Partit Revolucionari Institucional, PRI  Mèxic
  - Amèrica Llatina – Sud - Miguelina Vecchio, Partit Democràtic Laborista, PDT  Brasil
  - Amèrica Llatina – Nord i el Carib - Ivonne González Rodríguez, Partit Liberal Colombià, PLC  Colòmbia
  - Mediterrani – Nord i Sud - Purificación Causapié, PSOE,  Espanya
  - Mediterrani de l'Est, L'Orient Mitjà i El Caucas- Antigoni Karali-Dimitriadi, Moviment Socialista Panhel·lènic, PASOK,  Grècia
  - Àsia-Pacífic - Enke Enkhjargal, Partit del Poble de Mongòlia, MPP  Mongòlia
  - Europa central i oriental - Deniza Slateva, Partit Socialista Búlgar, BSP  Bulgària
  - Europa del Nord - Tuula Peltonen', Partit Socialdemòcrata de Finlàndia, SDP  Finlàndia

## Anteriors presidentes
- Maria Dolors Renau i Manén (PSOE)  Espanya, 1999 - 2003
- Pia Locatelli  (PSI)  Itàlia, 2003-2012